# Llibreria Europa
La Llibreria Europa, situada al carrer Sèneca número 12 de Barcelona fou des de 1974 fins al 1993 la seu de CEDADE i centre de propaganda nacionalsocialista. És propietat de Pedro Varela Geiss, antic president de l'organització, que va ser processat i condemnat el 1998 pel jutjat del penal núm. 3 de Barcelona per posar en dubte l'Holocaust jueu, sota l'acusació d'"incitació a l'odi racial i apologia de l'Holocaust". El 9 de juliol de 2016 va ser tancada pels mossos d'esquadra després de comprovar que s'hi continuaven venent llibres per la venda dels quals Pedro Varela ja havia estat condemnat el 2010. El desembre de 2017 l'Audiència de Barcelona va ratificar la condemna a Varela per haver editat i venut 4.375 exemplars del 'Mein Kampf', però el va deslliurar d'haver d'indemnitzar l'estat de Baviera amb 67.637 euros. El 10 de setembre de 2024 la secció 6 del Tribunal Superior de Justícia de Catalunya condemnà Pedro Varela a 1 any i mig de presó com a propietari de la Llibreria Europa per un delicte d'odi, i a inhabilitació per tasques relacionades en l'àmbit docent i esportiu durant 4 anys i mig.